# Ermita de Santa Bàrbara (Cocentaina)
L'ermita de Santa Bàrbara o Bàrbera de Cocentaina, (Comtat), està situada sobre un turó on se celebra la festa popular de la "corriola" cada 8 de desembre. Data del segle xiii i respon a la tipologia de les anomenades ermites de conquesta.
L'ermita és d'una sola nau rectangular, amb tres crugies, presbiteri i nàrtex. La seva coberta és a dues aigües i es recolza sobre arcs de diafragma gòtics que a l'exterior es converteixen en gruixuts contraforts. Sobre els arcs es recolza l'estructura de coberta amb bigues. El presbiteri està més elevat que la nau, mentre que el nàrtex davanter, obert i d'època posterior, és més baix i en el plànol d'unió amb la nau se situa l'espadanya. La il·luminació natural a l'interior és escassa, ja que només arriba a través de dues finestres laterals i les portes d'accés.